# GSC3982-2348
GSC3982-2348 — хімічно пекулярна зоря спектрального класу F0, що має видиму зоряну величину в смузі V приблизно 10,7.